# Devil May Cry
Devil May Cry (デビル メイ クライ, , Debiru Mei Kurai, lit.: "demônios podem chorar") é uma série de jogos eletrônicos do gênero  ação-aventura de fantasia urbana e hack and slash, criada por Hideki Kamiya, desenvolvida e publicada pela Capcom em 2001 para o PlayStation 2, e logo depois para outras plataformas. A série centra-se no objetivo principal do protagonista Dante, um caçador que extermina demônios como forma de vingar o assassinato da sua mãe. A jogabilidade do jogo se baseia em derrotar inimigos desencadeando grandes sequências de ataques de forma frenética, enquanto evita possíveis danos, a fim de exibir cenas de lutas "com estilo"; este elemento, juntamente com o tempo e quantidade de itens coletados e utilizados são levados em consideração para se chegar a classificação do desempenho do jogador.
A série faz alusão à Divina Comédia do poeta italiano Dante com o uso de alusões. Hideki Kamiya criou Devil May Cry após uma tentativa frustrada de desenvolver um novo jogo Resident Evil com o primeiro jogo sendo originalmente concebido como Resident Evil 4. Kamiya queria criar um jogo com mais recursos de ação, que a Capcom sentiu que a série não precisava. O jogo original foi concebido como parte da serie Resident Evil, mas como fugia muito da ideia original acabou por ser criado como um jogo independentemente, com a sua própria história.
A serie já vendeu mais de 16 milhões de unidades, com os jogos a conseguirem o titulo “Platina” da Capcom. O protagonista Dante também recebeu muitos elogios, acabando por se tornar um dos mais famosos personagens da indústria. O sucesso da serie levou a criação de livros, banda desenhada, uma serie televisiva de anime, publicações, guias e varias figuras de coleção. Durante o Tokyo Game Show em 2010, a Capcom revelou DmC: Devil May Cry, co-produzido pela Ninja Theory e Capcom. O jogo pretendia dar um reinicio a serie com temas similares, satirizando a sociedade. Na E3 2018, foi revelado um novo jogo, Devil May Cry 5, lançado em março de 2019.

## Série principal
| Título                             | Ano  | Plataformas                                                              |
| ---------------------------------- | ---- | ------------------------------------------------------------------------ |
| Devil May Cry                      | 2001 | PlayStation 2                                                            |
| Devil May Cry 2                    | 2003 | PlayStation 2                                                            |
| Devil May Cry 3: Dante's Awakening | 2005 | PlayStation 2, Microsoft Windows                                         |
| Devil May Cry 4                    | 2008 | PlayStation 3, PlayStation 4, Xbox 360, Xbox One, Microsoft Windows, iOS |
| Devil May Cry: HD Collection       | 2012 | PlayStation 3, Xbox 360, Microsoft Windows, PlayStation 4, Xbox One      |
| DmC: Devil May Cry                 | 2013 | PlayStation 3, Xbox 360, Microsoft Windows, PlayStation 4, Xbox One      |
| Devil May Cry 5                    | 2019 | PlayStation 4, Xbox One, Microsoft Windows, PlayStation 5, Xbox Series X |
| Devil May Cry: Peak of Combat      | 2024 | Android, iOS                                                             |

## Jogos publicados
| 2001 | Devil May Cry                                    |
| 2002 |                                                  |
| 2003 | Devil May Cry 2                                  |
| 2003 | Devil May Cry: Deadshot                          |
| 2004 |                                                  |
| 2005 | Devil May Cry 3: Dante's Awakening               |
| 2006 | Devil May Cry 3: Special Edition                 |
| 2007 | Devil May Cry (mobile)                           |
| 2008 | Devil May Cry (mobile)                           |
| 2008 | Devil May Cry 4                                  |
| 2009 |                                                  |
| 2010 |                                                  |
| 2011 |                                                  |
| 2012 | Devil May Cry: HD Collection                     |
| 2013 | DmC: Devil May Cry                               |
| 2014 |                                                  |
| 2015 | Devil May Cry 4: Special Edition                 |
| 2015 | DmC Devil May Cry: Definitive Edition            |
| 2016 |                                                  |
| 2017 |                                                  |
| 2018 | Devil May Cry: HD Collection (PS4, Xbox One, PC) |
| 2019 | Devil May Cry 5                                  |
| 2020 | Devil May Cry 5: Special Edition                 |
| 2021 |                                                  |
| 2022 |                                                  |
| 2023 |                                                  |
| 2024 | Devil May Cry: Peak of Combat                    |

Devil May Cry: os jogadores assumem o papel de Dante, um caçador de demônios habilidoso. A jogabilidade se concentra em combate rápido e altamente estilizado; uma classificação de estilo alto requer longas sequências de ataque e evasão, evitando danos. Embora o jogo também apresente elementos de resolução de quebra-cabeças e exploração retidos de suas origens de survival horror, eles são minimizados em favor da ação. Em jogos posteriores, o sistema foi modificado; os jogadores tiveram que variar seus ataques para manter sua classificação de estilo. Há habilidade especial do personagem que é governada pelo medidor Devil Trigger, que se esgota conforme a habilidade é usada e é recarregado atacando inimigos ou provocando na forma normal. O Devil Trigger permite que o personagem de um jogador assuma uma forma diabólica com poderes adicionais (com base em sua arma atual), enquanto a força e a velocidade do personagem aumentam, e a saúde é restaurada lentamente.
Devil May Cry 2: Dante é geralmente o personagem principal do jogo. Dois outros personagens jogáveis, Lucia e Trish, também estão disponíveis. A habilidade de executar ataques combinados no ar e botões de evasão e troca de arma foram introduzidos. Com o último, um jogador pode alternar entre armas de longo alcance sem alternar para a tela de inventário. Devil May Cry 2 recebeu avaliações mistas dos jogadores. As críticas foram atribuídas às decisões de desenvolvimento que tornou o jogo consideravelmente diferente de seu antecessor, que incluía a dificuldade reduzida e as mudanças na personalidade de Dante. Apesar da recepção mista, o jogo foi um sucesso comercial.
Devil May Cry 3: Dante's Awakening: uma seleção de estilos de jogo foi adicionada, permitindo que o jogador se concentre em técnicas ou armas favoritas. Cada um dos quatro estilos ganha pontos de experiência, que desbloqueiam mais técnicas e habilidades sem custar orbes vermelhas (a moeda da série). Um segundo botão de troca de arma foi adicionado, permitindo que o jogador alterne entre as armas corpo a corpo de um personagem. Uma nova edição do jogo foi lançado chamado de Devil May Cry 3: Special Edition com novas habilidades para Dante e a capacidade de jogar como Vergil.
Devil May Cry 4: esta entrada introduz um novo protagonista, Nero, que é jogável ao lado do Dante que retorna. O braço Devil Bringer de Nero dá aos jogadores a habilidade de puxar inimigos distantes para serem atacados ou destruídos. Nero também está armado com uma espada que pode ser acelerada, permitindo aos jogadores pré-carregá-la para dano extra no próximo golpe; com tempo preciso, ela pode ser carregada após cada ataque para dano e estilo extras. Como Dante, os jogadores podem alternar estilos de luta no meio do combate, permitindo combos mais variados e únicos. Uma nova versão remasterizada do jogo foi lançado em junho de 2015 como Devil May Cry 4: Special Edition, apresentando a habilidade de jogar como Vergil, assim como os personagens que retornam Lady e Trish.
Devil May Cry HD Collection: uma coleção dos três primeiros jogos da série lançado para o PlayStation 3 e Xbox 360, portados pela Pipeworks Software e Double Helix Games, finalmente lançados em 22 de março de 2012 no Japão e 29 de março de 2012 nos Estados Unidos. Mais tarde, a coleção de jogos também foi portado para PlayStation 4, Xbox One e Windows em 13 de março de 2018.
DmC: Devil May Cry: o jogo é um reboot servindo como um reinicio da série e o primeiro que não foi produzido diretamente pela Capcom, em vez disso, a produção foi tratada pelo estúdio inglês Ninja Theory, enquanto as filiais japonesas e americanas da Capcom supervisionaram a produção criativa e logística do jogo. Os jogadores podiam alcançar áreas escondidas com o chicote Ophion e o gancho de escalada. O ambiente frequentemente "ataca" Dante mudando sua arquitetura e infraestrutura para uma forma mais hostil, provocando sequências de perseguição em ritmo acelerado e cenários de plataforma. Uma nova edição do jogo foi lançada chamada de DmC Devil May Cry: Definitive Edition, com uma versão melhorada que inclui novos modos de jogo e com todos os conteúdos adicionais para download, foi lançada em 10 de março de 2015 para PlayStation 4 e Xbox One.
Devil May Cry 5: este jogo continua a continuidade original de Devil May Cry 4. Ele novamente apresenta Nero e Dante como personagens jogáveis, bem como um novo personagem chamado V. O braço Devil Bringer de Nero é substituído por uma seleção de braços cibernéticos trocáveis chamados Devil Breakers, cada um apresentando mecânicas de jogo distintas. V comanda remotamente três demônios em batalha devido ao seu estado físico fraco. Uma nova edição do jogo intitulada Devil May Cry 5: Special Edition foi lançada para Xbox Series X/S e PlayStation 5 em novembro de 2020, apresentando a adição de Vergil como um personagem jogável. Para os jogadores do PlayStation 4, Xbox One e Windows, Vergil foi lançado como conteúdo para download pago. Uma porta para Amazon Luna foi lançada em 9 de dezembro de 2021.
Devil May Cry: Peak of Combat: um jogo exclusivo para celulares Android e iOS, foi desenvolvida e publicada pela NebulaJoy anteriormente conhecida como Yunchang Games, com a supervisão da Capcom durante o desenvolvimento. O jogo é um spin-off da série Devil May Cry, parece pegar elementos de uma variedade de jogos da série, como os jogos: DMC3, DMC4, DmC e DMC5. Sua interpretação da aparência de Dante foi criticada, e os desenvolvedores prometeram consertá-la quando o jogo saísse do período beta para lançamento em 2020.

### Outros jogos
Devil May Cry: Deadshot: um jogo exclusivo de tiro lançado para celulares japoneses em 2003. Ele se passa em um antigo castelo em uma ilha deserta.
Devil May Cry: dois jogos diferentes para celulares foram lançados em 2007 e 2008. Um tem jogabilidade semelhante ao Devil May Cry 3 e usa inimigos e personagens daquele jogo. Também é conhecido pelo título Devil May Cry: Dante X Vergil. O outro é um beat 'em up 2D de rolagem lateral.
Foi lançado em 3 de fevereiro de 2011, nos Estados Unidos, um jogo exclusivo para iOS intitulada Devil May Cry 4: Refrain. O jogo é um porte de Devil May Cry 4 para iPhone. Na época do lançamento, Nero era o único personagem jogável, mas após uma nova atualização, Dante foi adicionado como um personagem jogável.

## Trama
A série começa dois milênios antes do primeiro jogo com o demônio Sparda, o Cavaleiro Negro, derrotando o governante do Mundo Demoníaco Mundus. Sparda impede Mundus de conquistar o mundo humano selando vários Hellgates e Temen-Ni-Gru (o último portal) com um ritual que requer seu sangue e a ajuda de uma sacerdotisa humana. Sparda conhece Eva, que dá à luz seus filhos gêmeos Dante e Vergil.
A trama começa com Devil May Cry 3, um ano após Dante ter um desentendimento com Vergil. Uma grande torre irrompe do chão perto da loja, e Dante interpreta isso como um desafio de Vergil. Dante é derrotado em Temen-Ni-Gru por Vergil, que pega seu medalhão e sai com Arkham. O poder demoníaco adormecido de Dante o revive, e ele continua perseguindo seu irmão. Vergil quer usar os pingentes que sua mãe deu a eles em um ritual para criar um portal para o Mundo Demoníaco. A batalha é acompanhada por Lady , que quer vingar a morte de sua mãe por Arkham; Arkham manipulou os três para completar o ritual, o que lhe permitiria adquirir a espada de Sparda: a Force Edge. Dante e Vergil o derrotam e voltam a lutar um contra o outro. O portal começa a fechar, e Vergil se aproxima dele. Dante implora a seu irmão para não ir, mas Vergil salta para o Mundo Demoníaco antes que o portal se feche. Vergil é testado e encontra Mundus, o assassino de sua mãe. Quando Lady retorna ao mundo humano, ela cunha a frase "o diabo pode chorar"; Dante a usa para a loja.
Dante é confrontado em Devil May Cry por Trish, que revela que Mundus está planejando retornar e apenas um descendente de Sparda pode derrotá-lo. Ele explora a Ilha Mallet (onde Mundus está definido para retornar), encontrando demônios que incluem o general de Mundus: o morto-vivo Vergil, Nelo Angelo. Conforme Dante se aproxima de Mundus, ele cai em uma armadilha que revela que Trish é a agente do demônio; ele a salva, no entanto, porque ela se parece com sua mãe. Trish salva Dante de Mundus, e Dante percebe o poder de seu pai. Dante derrota Mundus quando Trish o ajuda a devolver Mundus ao Mundo dos Demônios. Dante e Trish escapam enquanto a ilha desaba e trabalham juntos na loja Devil Never Cry.
No anime Devil May Cry: The Animated Series, Trish é uma caçadora de demônios; Dante é o guarda-costas de Patty, uma jovem herdeira que se torna obcecada por ele. A mãe de Patty é descendente de um feiticeiro que selou o poder de Abigail, um antigo lorde demônio. Patty é alvo de Sid, um demônio que busca o poder de Abigail. Lady e Trish lutam contra demônios invocados por Sid, e Dante o mata.
Dante é convidado por Lucia em Devil May Cry 2 para conhecer sua mãe, Matier. Dante descobre que Arius está coletando artefatos (Arcana) para invocar o senhor demônio Argosax. Dante joga uma moeda e decide ajudar. Lucia confronta Arius, que revela que ele a criou. Lucia dá a Dante o último dos Arcanos antes de enfrentar Arius sozinho. Dante encontra Matier, que lhe pede para pegar os Arcanos para salvar Lucia de Arius. Lucia ataca Arius, mas ele a captura. Dante chega, troca os Arcanos por Lucia e ataca Arius (que escapa). Um fluxo de energia atinge a torre Ouroboros e um portal para o mundo dos demônios se abre. Dante e Lucia discutem sobre quem entrará, e Dante determina que ele irá. Após a partida de Dante, Árius retorna ao mundo humano e Lúcia o derrota.
Em Devil May Cry 4, Dante e Trish descobrem um jogo sujo dentro da Ordem da Espada e investigam enquanto descobrem o esquema de seu líder religioso para conquistar o mundo usando poder demoníaco. Dante aparentemente assassina o Sanctus, apenas para enfrentar um jovem cavaleiro sagrado chamado Nero, que despertou suas forças demoníacas como um descendente de Sparda. Nero busca capturar Dante enquanto ganha Yamato, apenas para descobrir os segredos obscuros da Ordem antes de ser capturado por Sanctus através de sua namorada. Dante consegue prejudicar os planos de Sanctus antes de libertar Nero para terminar o trabalho. Os dois se separam em bons termos com Nero, o que permitiu manter Yamato.
Em Devil May Cry 5, ambientado vários anos após Devil May Cry 4, Nero administra uma filial móvel do negócio Devil May Cry de Dante. Ele faz amizade com Nico, um artista de armas e descendente do armeiro que criou as pistolas Ebony e Ivory de Dante. O braço Devil Bringer de Nero de Devil May Cry 4 é roubado; armado com uma prótese Devil Breaker criada por Nico, ele sai com Dante e o caçador de demônios V para enfrentar seu "inimigo mais forte até agora".
Embora a linha do tempo da série tenha colocado Devil May Cry 4 antes de Devil May Cry 2, ela foi recontada com o lançamento de Devil May Cry 5. DmC: Devil May Cry, desenvolvido pela Ninja Theory, não faz parte da linha do tempo e se passa em um universo alternativo da série principal. Junto com um Dante de aparência muito diferente, ele se afasta do visual gótico dos jogos anteriores para um cenário mais contemporâneo com alguns comentários sociais sobre a mídia de massa e a cultura.

## Desenvolvimento
Após a conclusão de Resident Evil 2 em 1998, o trabalho preliminar em uma parcela do PlayStation 2 da série Resident Evil começou pela Team Little Devil sob a direção de Hideki Kamiya. A pesquisa e o desenvolvimento iniciais incluíram uma viagem à Espanha para examinar castelos como base para os ambientes do jogo. Seu protótipo, no entanto, foi um afastamento radical da fórmula Resident Evil e do gênero survival horror. Kamiya reescreveu a história e mudou sua premissa, inspirando-se na Divina Comédia do poeta italiano Dante Alighieri para Devil May Cry.
Strider, outra franquia da Capcom, é citada como uma influência vital nos jogos Devil May Cry e sua ação, particularmente na inclusão do "boss rush".
Apesar do sucesso do jogo original, sua sequência não foi criada por Kamiya ou Team Little Devils. Embora um diretor não identificado tenha sido colocado no comando do projeto, a Capcom ficou insatisfeita com seu trabalho e designou Hideaki Itsuno "com apenas 4 a 5 meses restantes no desenvolvimento" para conduzir o projeto de volta aos trilhos. Apesar do tempo limitado de Itsuno no projeto, ele é a única pessoa creditada como diretor na versão final do jogo. De acordo com o produtor Tsuyoshi Tanaka, o objetivo do design era tornar Devil May Cry 2 maior que seu antecessor; Tanaka estimou que os ambientes do jogo eram cerca de nove vezes maiores que o primeiro.
Após a recepção mista de Devil May Cry 2, a Capcom decidiu desenvolver o próximo jogo como o mais bem-sucedido Devil May Cry. Elementos de jogabilidade, como tamanho do ambiente e mecanismo de batalha, foram reconsiderados. No jogo original, Vergil foi morto por demônios no início e sua alma foi controlada por Mundus; Bingo Morihashi queria criar um universo alternativo no qual Vergil estivesse vivo. No entanto, Kamiya deu a Morihashi a liberdade de retrabalhar a história de fundo de Vergil e torná-lo um adolescente vivo para Devil May Cry 3. Como resultado, o jogo foi projetado como uma prequela da série, ambientada vários anos antes dos eventos do primeiro jogo.
O desenvolvimento de Devil May Cry 4 começou logo após o sucesso de seu antecessor. A equipe de desenvolvimento tinha 80 membros. Um novo protagonista foi discutido muitas vezes na Capcom, mas não foi aprovado até que o produtor Hiroyuki Kobayashi disse que Dante tinha que estar no jogo. Kobashi disse antes do lançamento do jogo que eles queriam fazer Dante parecer significativamente mais poderoso do que Nero, para criar uma diferença óbvia entre a força de um "veterano" em comparação com um "novato". O escritor Morihashi colaborou com o diretor de cinema Yuji Shimomura, que trabalhou nos jogos anteriores. Morihashi deixou a Capcom em um ponto, mas retornou a pedido de Itsuno. Demorou um ano para terminar de escrever o jogo; ele teve dificuldade com a caracterização de Nero, o novo protagonista. Dante retornou como um personagem coadjuvante.
Embora o quarto jogo tenha sido um sucesso comercial e crítico, a equipe considerou reiniciar a série porque outras séries de jogos tiveram vendas melhores. Eles escolheram a Ninja Theory, impressionados com seu trabalho em Heavenly Sword (que a equipe pensou que funcionaria com um jogo Devil May Cry). No entanto, em 2013, Itsuno expressou interesse em desenvolver uma quinta parcela. Originalmente, pensava-se que Itsuno pretendia que a série entrasse em hiato ou terminasse se Devil May Cry 4: Special Edition não fosse um sucesso comercial, mas ele disse em uma entrevista ao GameSpot que o futuro da série não dependia das vendas de Devil May Cry 4: Special Edition. Ele aliviou os temores de que as vendas de DmC: Devil May Cry acabariam com a série, confirmando que a Capcom estava satisfeita com elas. Em meados de janeiro de 2016, Itsuno tuitou que havia começado a trabalhar em um novo projeto. Reuben Langdon e Johnny Yong Bosch, que fizeram dublagem e captura de movimento para Dante e Nero em Devil May Cry 4, tiraram fotos de si mesmos com equipamentos de captura de movimento em março de 2016; isso levou à especulação de que um novo jogo Devil May Cry estava em desenvolvimento. De acordo com a Capcom Vancouver, "Não é um jogo que eles anunciaram que estão trabalhando em seu estúdio". Em 17 de maio de 2018, o nome de domínio "DevilMayCry 5.com" foi registrado no registro de domínio Onamae da Capcom.
Em Devil May Cry 5, com o retorno de Dante e Nero, foi confirmado na E3 2018 para lançamento no ano seguinte. A maioria da equipe havia trabalhado no recém-lançado Resident Evil 7 e tinha experiência com o motor de jogo; Itsuno foi influenciado por seu trabalho em Monster Hunter: World para fornecer conteúdo atraente para novos jogadores, mas também sentiu que tornar o jogo desafiador atrairia fãs de longa data. Outros membros da equipe trabalharam no jogo de reinicialização DmC: Devil May Cry, mas a equipe de Osaka estava mais disposta a fazer uma sequência para a quarta parcela da série principal. A equipe ouviu as opiniões dos fãs sobre os jogos anteriores para garantir que o novo jogo os atraísse; um modo "automático" facilitou os combos. Itsuno foi levado às lágrimas por um filme em que três robôs se combinavam em um robô gigante para superar seu inimigo e queria criar momentos semelhantes. Ele queria transmitir o estilo de um filme de Hollywood, como a série Vingadores da Marvel. Em novembro de 2017, Kamiya expressou interesse em fazer um remake da primeira parcela e um jogo crossover com Dante e Bayonetta.